# 諏訪頼蔭
諏訪 頼蔭（すわ よりかげ、寛永20年8月9日（1643年9月21日） - 享保10年10月1日（1725年11月5日））は、江戸時代前期の旗本。
信濃国諏訪藩2代藩主諏訪忠恒の次男。3代藩主諏訪忠晴の弟。母は中嶋氏。正室は有馬康純の娘。子に頼戡、頼深（頼久の養子となる）がいる。官位は従五位下、下総守。通称は兵部。初名は頼尚（よりなお）。
承応3年（1654年）11月10日、将軍徳川家綱に拝謁する。明暦3年（1657年）3月25日、兄の忠晴が家督を相続した際、同国筑摩郡1,000石（埴原知行所）を分知され、寄合に列する。
寛文9年（1669年）9月11日、御小姓組頭となり、天和2年（1682年）4月21日上野国邑楽郡・新田郡に500石を加増される。元禄2年（1689年）閏正月26日には火付盗賊改方、御先銕炮頭、元禄5年（1692年）4月22日には盗賊追捕役、元禄8年（1695年）2月18日には御持筒頭、元禄9年（1696年）3月28日には長崎奉行に就任し、下野国河内郡に500石を加増される。元禄11年（1698年）9月26日、家臣の不祥事で解任され、閉門を言い渡される。元禄13年（1700年）5月9日に許されて小普請に入るが、出仕を憚り、元禄16年（1703年）4月25日に恩免となる。
宝永4年（1707年）12月14日に致仕。 享保10年（1725年）10月1日に江戸で死去。享年83。法名は節山。麻布の曹渓寺に葬られた。子孫は幕末まで旗本として存続する。